# Escalada artificial
L'escalada artificial és una modalitat d'escalada on el material (mosquetons, cordinos etc) i les assegurances (pitons, friends, stopers, etc) s'empren com a mitjans per a progressar i d'igual forma com a assegurança en cas de caiguda.
És el terme oposat a l'escalada lliure, en la qual es puja només agafant-se a la roca i les assegurances s'utilitzen només en cas de caiguda.
Pot ser tan senzill com acomodar una assegurança flotant per a practicar o superar una secció difícil, i/o tan meticulós com ascendir una via sencera només en artifical, sense agafar-nos a la roca en cap moment.
En termes mortals vol dir què, l'escalador se sosté de les assegurances i material per a avançar per la via, aquesta és la principal diferència entre l'escalada artificial i altres modalitats d'escalada, on la força és el principal motor per a progressar.

## Orígens
En l'escalada esportiva i en l'escalada tradicional el material d'escalada només s'empra per a sostenir una eventual caiguda de l'escalador, no per a ajudar-se en l'ascens, això es consideraria “joc brut”.
Actualment els escaladors d'elit alliberen vies que antigament només eren possibles ascendir amb ajuda de material. És clar que sempre existiran vies que només puguin escalar-se amb ajuda artificial.
Les primeres escalades als Alps es van donar gràcies a que els escaladors utilitzaven material (proteccions, pitons o clavilles d'acer dolç, etc) i gràcies a aquests, gran part d'aquestes escalades es culminaven amb èxit. Ara com ara aquestes proteccions d'antany encara es conserven en les esquerdes dels Alps.